# Warraqi Miasszonyunk
Warraqi Miasszonyunk egy Szűz Mária-jelenés, amely Egyiptomban, a Gíza kormányzóságbeli Warraq al-Hadarban történt, 2009. december 11-én, pénteken a korai órákban (01:00-04:00), és tömegek látták.

## A jelenés története
A warraqi templom
A kopt hívők sokáig pincékben tartották meg az istentiszteletet, míg 2000-ben megkapták a szükséges engedélyeket egy templom építésére. Mindössze 70 nap alatt épült meg, 750 négyzetméteren. Háromezer kopt hívő család tartozik a templomhoz.
Az első ember, aki látta a Szűz Mária-jelenést, egy Hamada Mohamed nevű muszlim volt. Elmondása alapján a helyi kávézóban ült, amikor látta, hogy erős fény jön a templomtól. A fény elhomályosította a közvilágítást. Azt látta, hogy a fényben egy női alak bontakozott ki. A Szent Szűz fényes köpenyben jelent meg, hófehér ruhában, királykék övet viselt és koronát a fején. Szűz Mária a templom középső kupolája felett jelent meg. A helyi lakosok látták a jelenést. Mobiltelefonon hívták barátaikat, képeket és videókat készítettek a jelenésről, és küldték el barátaiknak.

## Hivatalos elismerés
A kopt ortodox egyház elismerte a jelenéseket. Anba Theodosius püspököt hamar értesítették, ő felhívta III. Senuda pápát, aki éppen Amerikában tartózkodott egy orvosi ellenőrzésen. A püspök óvatosságra intett, de látva a több ezer szemtanú lelkesedését, jóváhagyta a jelenést. Daoud Ibrahim, a warraqi templom papja elmondta, aprólékosan lejegyzeteltek mindent, beleértve a szemtanúk beszámolóit, valamint video- és fényképfelvételeket is gyűjtöttek. Az atya szerint „A jelenés a megbékélés üzenete, felhívás a békére.”

## Vélemények
- A hivatalos egyiptomi televízió szkeptikusan tárgyalja a jelenséget.[1]

## Hasonló esetek Egyiptomban
- 1968: Zeitouni Szűz Mária-jelenés
- 1982. augusztus 21-től novemberig: Edfu
- 1986. március 25-től 1991-ig: Subra
- 1997. augusztus 13-tól szeptemberig Sentena al-Hagger, Menufija
- 2000. szeptember 9.: Aszjút, Szent Márk-templom, 03.42-től.[2]